# Tatranské Matliare

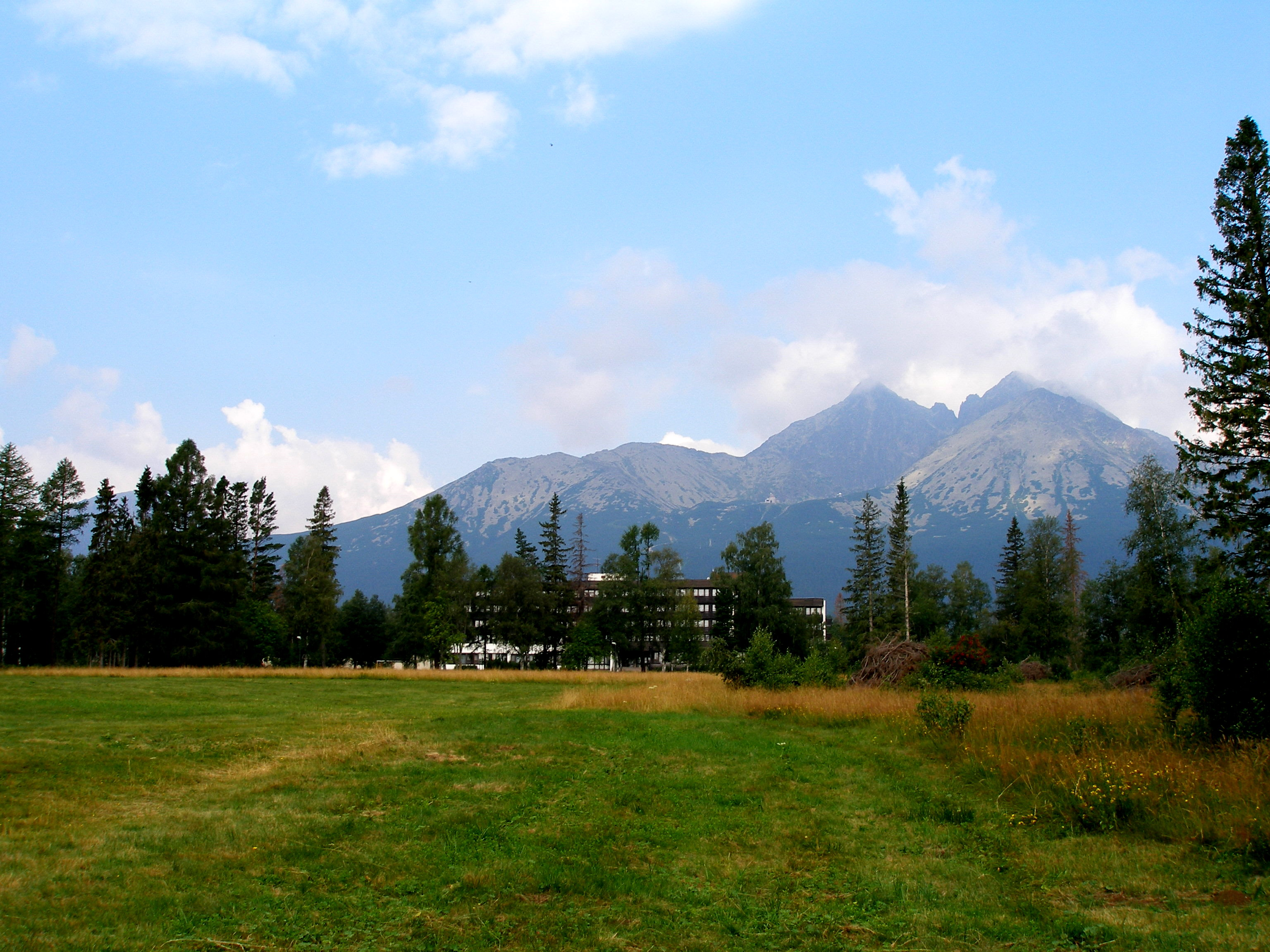
Tatranské Matliare

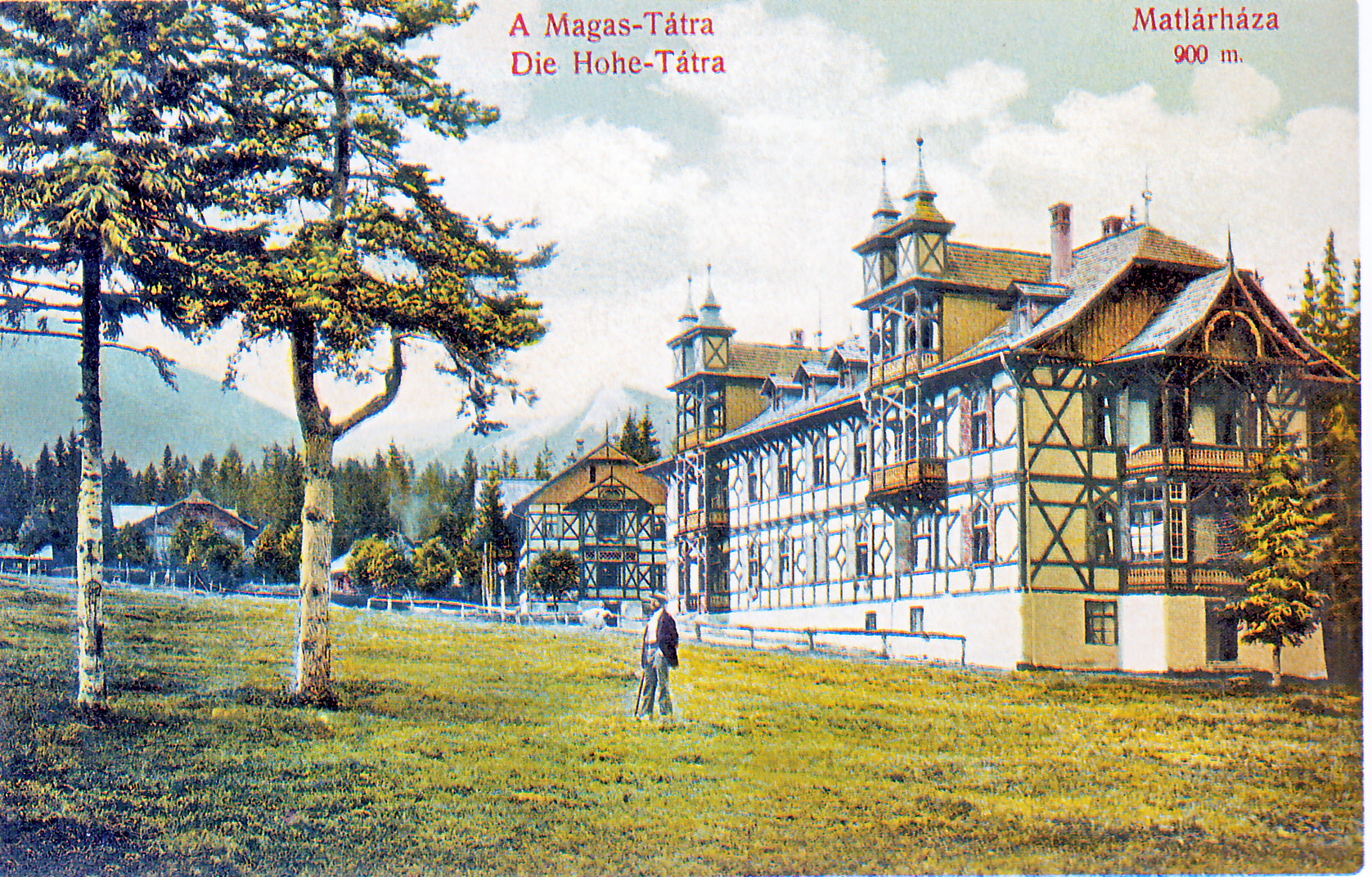
Historische Ansicht des Hotels Tatra

Wappen von Tatranské Matliare

Tatranské Matliare (deutsch Matlarenau, ungarisch Matlárháza) ist ein Stadtteil der Stadt Vysoké Tatry und Erholungsort auf der slowakischen Seite der Hohen Tatra, am rechten Ufer des Bachs Skalnatý potok, auf dem Weg von Tatranská Lomnica (1,5 Kilometer nach Südwesten) nach Ždiar. Das Ortszentrum liegt auf einer Höhe von 885 m n.m.
Unweit des heutigen Orts stand in den 13. und 14. Jahrhundert ein Meierhof oder eine Siedlung namens Metler oder Maklar, der zum Herrschaftsgut von Veľká Lomnica (deutsch Großlomnitz) gehörte und durch tirolerische Ostsiedler aus Matrei bewohnt worden war. Gegen 1360 endete die Existenz des Meierhofs, die örtlichen Weiden und Wiesen trugen aber weiter den Flurnamen, und über Namensformen wie Matreier Lanen (d. h. Bergweiden der Matreier) entstand die spätere Bezeichnung Matlaren. 
Gegen Mitte des 19. Jahrhunderts entstand hier ein Forsthaus, 1884 wurde direkt nebenan auf Initiative von Matthias Loisch, einen Grundbesitzer aus Huncovce (deutsch Hunsdorf), eine Jagdhütte errichtet. Fünf Jahre später baute man das Hotel Steinbach und bis zum Ersten Weltkrieg kam dazu noch die Villa Tatra sowie das Badehaus und Villa Ratzenberg. Während des Ersten Weltkriegs wurde hier ein Lazarett mit einer Tuberkuloseheilanstalt eingerichtet. Zu den prominenten Gästen zählten die Schriftsteller Franz Kafka und Fraňo Kráľ. 1928 eröffnete man das Luxushotel und Sanatorium Esplanade, das nach dem Zweiten Weltkrieg zum Hauptobjekt der Militärerholungsheims wurde. 1956 wurden Behandlungen der Lungenkrankheiten nach Nová Polianka verlegt, zurück blieben nur noch Einrichtungen für Angehörige der Tschechoslowakischen Armee. 1982 und 1985 kam als letzte große Neubauten die Gewerkschaftserholungsheime Metalurg und Hutník, beide heute Teil der Hotelkette Sorea. Heute ist Tatranské Matliare ein kleiner Ort und Ausgangspunkt zu den touristischen Zielen im östlichen Teil der Hohen Tatra, wie das Tal Dolina Kežmarskej Bielej vody (deutsch Weißwassertal), die Berghütte Chata pri Zelenom plese (deutsch Grüneseehütte) und der Berg Jahňací štít (deutsch Weißseespitze).
In Tatranské Matliare befindet sich die Bushaltestelle Vysoké Tatry, Tatranské Matliare, ferner liegt der Ort direkt an der Cesta II. triedy 537 („Straße 2. Ordnung“), die hier als Teil des Straßenzugs Cesta Slobody (deutsch Freiheitsstraße) gilt. Im Ort zweigt die Cesta III. triedy 3083 („Straße 3. Ordnung“) als Abkürzung Richtung Veľká Lomnica ab.